# 백남주 (종교인)
백남주(白南柱, 1901년 1월 3일 ~ 1949년)는 유명화의 신비주의 영향을 받아 원산 신학산이라는 기도소를 설립하였고 김성도와 성주 교단을 세웠으며 김백문의 스승으로 소위 신비주의 교파로 불리는 소종파들에 영향을 미쳤다.

## 생애
- 함경남도 갑산 출신이다.
- 평양 신학교를 졸업했으며 특히 헬라어와 히브리어에 뛰어났다고 한다.[출처 필요]
- 1946년 월남하였고 1949년 사망했다.[2]

## 종교 활동
- 원산 유명화에 깊은 영향을 받았다.
- 유명화의 기도회에서 '대언'이라는 것을 받고 '새 생명의 길'이라는 팜플렛을 배포했다.
- 새 생명의 길은 제1시대는 구약, 제2시대는 신약, 제3시대는 '새 생명의 길'시대로 구분한다.
- 1933년 백남준, 한준명을 중심으로 원산에 신학산(神學山)이라는 기도소를 세웠다.
- 1934년 천국결혼을 빙자해 여신학생에게 임신을 시켰다고 한다.
- 하나님을 빙자해 부인에게 40일간 금식하라는 명령을 내렸고 부인은 한 달만에 사망했다고 전해진다.
- 2개월 뒤 여신학생과 결혼하고 딸을 출산한다.
- 이러한 사건으로 원산신학산에서 나오게 되었고 1935년 이른바 새 주님이라는 김성도와 함께 성주교단을 세웠다.
- 그의 제자 김백문은 스승을 따라 함께 성주교에 입교하였다.[3]

## 영향
백남주의 '구약, 신약, 새생명의길 시대'과 같은 3시대의 구분은 김백문의 구약, 신약, 성약으로 이어지면서 후대 교파들에 영향을 미쳤다고 평가 받는다